# 虹軟科技
虹軟科技（ArcSoft）是一家美國科技公司，提供企業用戶及消費大眾數位影像編輯軟體，业务亦涉及视觉人工智能技术的研发和应用。

虹軟科技

虹軟科技成立於1994年由華人鄧暉創立，總部位於美國加州矽谷菲利蒙市。其技術包含紅眼去除、模擬高清（SimHD）等，同時支援Mac、PC與PDA平台，可提供手機、PDA、PMP和其他行動裝置的廠商。目前虹軟在中國大陸、日本、韓國、台灣皆有分公司。其在中国内地设立的分公司在2019年7月22日于上海证券交易所科创板上市（上交所：688088）。

## 產品
桌面平台上的軟體，ArcSoft 具知名的有:

### PC TV
- ArcSoft TotalMedia
- ArcSoft MediaConverter 可轉換相片、影像及音樂檔

### 影像編輯
- ShowBiz
- ArcSoft TotalMedia Extreme
- Arcsoft TotalMedia Theatre
- ArcSoft Video Impression

### 照片改造軟體
- PhotoImpression
- PhotoStudio
- MediaImpression
- DVD SlideShow
- Print Creations

### 網路攝影機
- Magic i-Visual Effects

## 外部連結
- Company website （页面存档备份，存于）